# Thyridia aedessa
Thyridia aedessa är en fjärilsart som beskrevs av Jean Baptiste Boisduval 1870. Thyridia aedessa ingår i släktet Thyridia och familjen praktfjärilar. Inga underarter finns listade i Catalogue of Life.